# Gongylidioides kouqianensis
Gongylidioides kouqianensis là một loài nhện trong họ Linyphiidae.
Loài này thuộc chi Gongylidioides. Gongylidioides kouqianensis được Tu & Li miêu tả năm 2006.